# Lijst van geschorste Formule 1 Grand Prix-wedstrijden

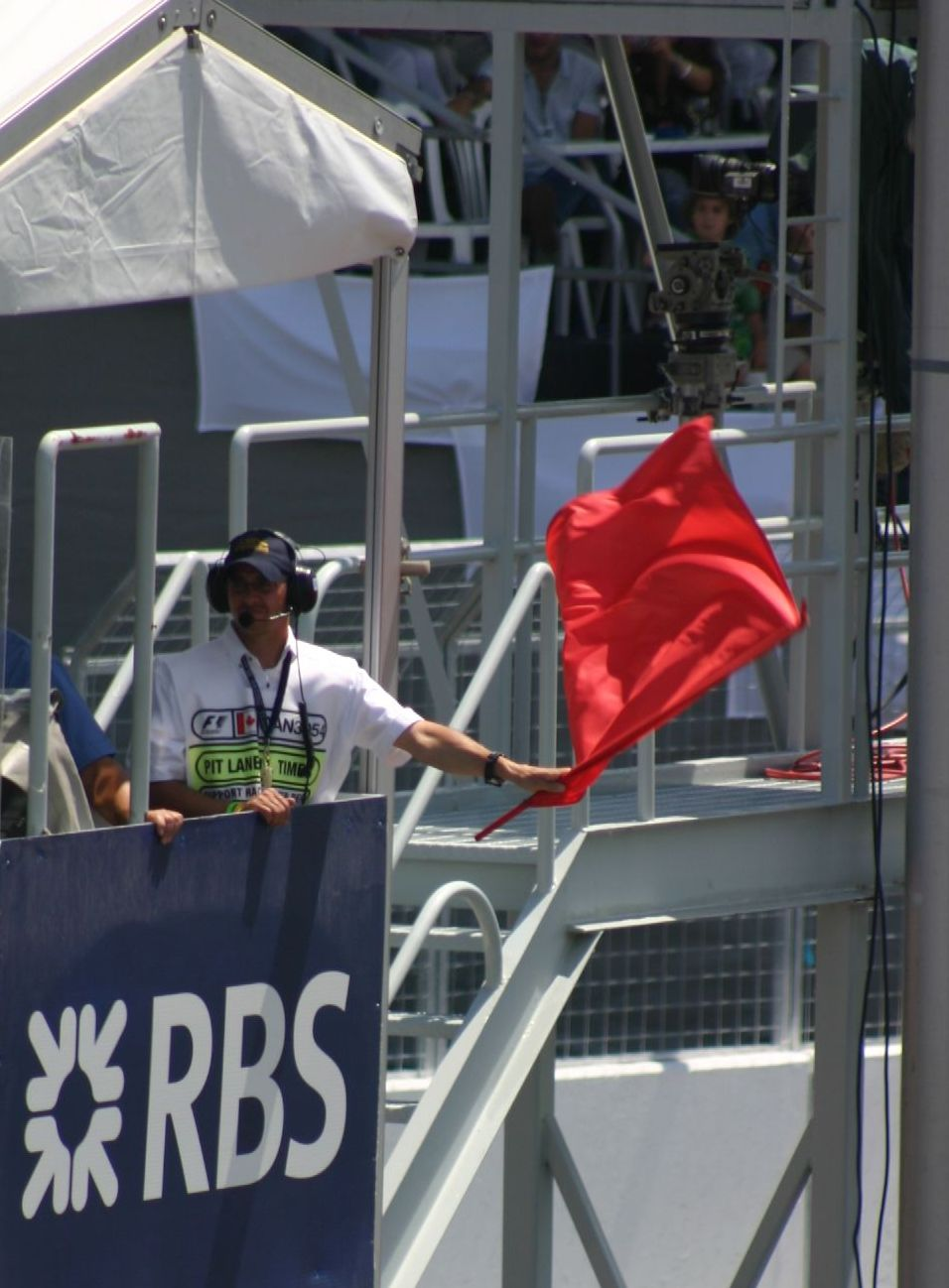
Een rode vlag wordt gezwaaid om te laten zien dat de race ongepland wordt gestopt, wat meestal gebeurt uit veiligheidsredenen.

Dit is een Lijst van geschorste Formule 1 Grand Prix-wedstrijden.
Het schorsen van een race wordt gedaan door het zwaaien van een rode vlag. Dit wordt gedaan wanneer er een ongeluk is gebeurd en/of de condities op de baan dusdanig dat het te gevaarlijk is geworden om verder te racen. De vlaggen worden toonbaar gemaakt door baancommissarissen. Ook wordt er sinds 2007 met behulp van GPS een waarschuwingssignaal afgegeven in de cockpit van de coureur.
Wanneer een race wordt geschorst, wordt door de wedstrijdleiding beslist hoe verder te handelen. Er zijn meerdere opties mogelijk voor een herstart. Er kan een herstart plaatsvinden achter de safety car, er kan ook een herstart plaatsvinden vanaf de starting grid. Er kan ook besloten worden om de race af te vlaggen (dus niet meer te hervatten).
Wanneer een race niet meer hervat kan worden, worden de resultaten genomen zoals die één ronde voor de schorsing was. Als minder dan 75% van de race-afstand is voltooid, dan werd tot en met 2021 de helft van het aantal punten uitgereikt, mits er twee of meer ronden zijn gereden. Vanaf 2022 is de puntentoekenning na een schorsing aangepast, zie verder puntensysteem F1.
Rode vlaggen komen minder vaak voor sinds de officiële herintroductie van de safety car in 1992 tijdens momenten dat er op de gehele baan voorzichtig gereden moet worden. Het langzaam rijden achter de safety car zorgt ervoor dat baancommissarissen veiliger een auto van de baan kunnen halen. Ook duurt een safety-carsituatie vaak korter dan een schorsing, omdat die reglementair minstens 15 minuten duurt.

## Geschorste Grands Prix
| H | Geeft aan dat de race niet is herstart en dat er halve punten zijn uitgereikt.    |
| N | Geeft aan dat de race niet is herstart, maar dat wel hele punten zijn uitgereikt. |
| W | Geeft aan dat de race is herstart over de originele afstand.                      |
| K | Geeft aan dat de race is herstart over een verkorte afstand of is hervat.         |

| Seizoen | Grand Prix              | Ronde | Zie legenda | Reden |
| ------- | ----------------------- | ----- | ----------- | --- |
| 2024    | São Paulo               | 32    | K           | Ongeluk van Franco Colapinto. |
| 2024    | Monaco                  | 1     | K           | Ongeluk van Sergio Pérez, Kevin Magnussen en Nico Hülkenberg. |
| 2024    | Japan                   | 1     | K           | Reparaties aan bandenstapels na ongeluk van Alexander Albon en Daniel Ricciardo.                                                                                  |
| 2023    | São Paulo               | 2     | K           | Ongeluk van Alexander Albon en Kevin Magnussen. |
| 2023    | Mexico-Stad             | 34    | K           | Ongeluk van Kevin Magnussen. |
| 2023    | Nederland               | 63    | K           | Regen en ongeluk van Zhou Guanyu. |
| 2023    | Australië               | 8     | K           | Ongeluk van Alexander Albon. |
| 2023    | Australië               | 55    | K           | Ongeluk van Kevin Magnussen. |
| 2023    | Australië               | 57    | K           | Ongelukken van Logan Sargeant, Nyck de Vries, Esteban Ocon en Pierre Gasly.                                                                                       |
| 2022    | Japan                   | 1     | K           | Regen en ongeluk van Carlos Sainz jr.. |
| 2022    | Groot-Brittannië        | 1     | K           | Ongeluk van Zhou Guanyu,George Russell, Pierre Gasly, Yuki Tsunoda, Esteban Ocon, Alexander Albon en Sebastian Vettel.                                            |
| 2022    | Monaco                  | 1     | K           | Regen. |
| 2022    | Monaco                  | 30    | K           | Reparatie van de vangrail/barrière na ongeluk van Mick Schumacher.                                                                                                |
| 2021    | GP van België           | 1     | K           | Regen. |
| 2021    | GP van België           | 3     | H           | Regen. |
| 2021    | GP van Hongarije        | 3     | K           | Veel brokstukken op de baan opruimen na ongeluk van Valtteri Bottas en Charles Leclerc.                                                                           |
| 2021    | GP van Groot-Brittannië | 3     | K           | Reparaties aan bandenstapels na ongeluk van Max Verstappen. |
| 2021    | Azerbeidzjan            | 48    | K           | Ongeluk van Max Verstappen. |
| 2021    | GP van Emilia-Romagna   | 34    | K           | Reparaties aan bandenstapels en opruimen van brokstukken na ongeluk van Valtteri Bottas en George Russell.                                                        |
| 2020    | Bahrein                 | 1     | K           | Ongeluk van Romain Grosjean. |
| 2020    | Toscane                 | 8     | K           | Ongeluk meerdere coureurs Antonio Giovinazzi, Carlos Sainz jr., Nicholas Latifi en Kevin Magnussen.                                                               |
| 2020    | Toscane                 | 45    | K           | Reparaties aan de bandenstapels na ongeluk van Lance Stroll. |
| 2020    | Italië                  | 27    | K           | Reparaties aan de bandenstapels na ongeluk van Charles Leclerc.                                                                                                   |
| 2017    | Azerbeidzjan            | 23    | K           | Brokstukken op het circuit na meerdere ongelukken. |
| 2016    | Brazilië                | 21    | K           | Regen en ongeluk van Kimi Räikkönen. |
| 2016    | Brazilië                | 28    | K           | Regen |
| 2016    | België                  | 10    | K           | Ongeluk van Kevin Magnussen. |
| 2016    | Australië               | 18    | K           | Ongeluk van Fernando Alonso en Esteban Gutiérrez. |
| 2014    | Japan                   | 2     | K           | Hevige regen als gevolg van de cycloon Phanfone. |
| 2014    | Japan                   | 44    | N           | Ongeluk van Jules Bianchi |
| 2014    | Groot-Brittannië        | 1     | K           | Ongeluk van Kimi Räikkönen, Felipe Massa en Marcus Ericsson gevolgd door een beschadigde vangrail.                                                                |
| 2013    | Monaco                  | 46    | K           | Beschadigde bandenstapel die de baan blokkeerde na een ongeluk van Pastor Maldonado en Max Chilton.                                                               |
| 2012    | Maleisië                | 9     | K           | Regen |
| 2011    | Canada                  | 25    | K           | Regen |
| 2011    | Monaco                  | 72    | K           | Ongeluk van Adrian Sutil, Lewis Hamilton, Jaime Alguersuari en Vitaly Petrov.                                                                                     |
| 2010    | Korea                   | 3     | K           | Regen |
| 2009    | Maleisië                | 33    | H           | Regen en ongelukken van Sébastien Buemi, Sebastian Vettel en Giancarlo Fisichella.                                                                                |
| 2007    | Europa                  | 5     | K           | Regen en ongelukken van Jenson Button, Nico Rosberg, Adrian Sutil, Lewis Hamilton, Scott Speed en Vitantonio Liuzzi.                                              |
| 2003    | Brazilië                | 56    | N           | Ongelukken van Mark Webber en Fernando Alonso. |
| 2001    | België                  | 5     | K           | Ongeluk van Luciano Burti en Eddie Irvine. |
| 2001    | Duitsland               | 2     | W           | Puin op de baan na ongeluk van Luciano Burti en Michael Schumacher.                                                                                               |
| 2000    | Monaco                  | 1     | W           | Geblokkeerde baan door ongeluk van Jenson Button en Pedro de la Rosa.                                                                                             |
| 1999    | Groot-Brittannië        | 1     | W           | Jacques Villeneuve en Alex Zanardi lieten hun auto afslaan bij de start. Michael Schumacher crashte net nadat de rode vlag werd gezwaaid.                         |
| 1998    | België                  | 1     | W           | Ongeluk van dertien coureurs, waarvan er vier niet konden herstarten.                                                                                             |
| 1998    | Frankrijk               | 1     | W           | Jos Verstappen liet zijn auto afslaan bij de start. |
| 1998    | Canada                  | 1     | W           | Ongeluk van Jean Alesi, Johnny Herbert, Jarno Trulli en Alexander Wurz.                                                                                           |
| 1997    | Canada                  | 56    | N           | Ongeluk van Olivier Panis. |
| 1997    | Brazilië                | 1     | W           | Rubens Barrichello liet zijn auto afslaan bij de start. |
| 1996    | Australië               | 1     | W           | Ongeluk van Martin Brundle |
| 1995    | Portugal                | 1     | W           | Ongeluk van Ukyo Katayama, Luca Badoer en Andrea Montermini. |
| 1995    | Italië                  | 1     | W           | Ongeluk van Max Papis, Jean-Christophe Boullion, Andrea Montermini, Pedro Diniz en Roberto Moreno. Montermini en Moreno konden niet herstarten.                   |
| 1995    | Monaco                  | 1     | W           | Ongeluk van Jean Alesi, Gerhard Berger en David Coulthard. |
| 1995    | Argentinië              | 1     | W           | Twee ongelukken van in totaal acht coureurs. |
| 1994    | Japan                   | 13    | K           | Regen en ongeluk van Martin Brundle. |
| 1994    | Italië                  | 1     | W           | Ongeluk van verscheidene coureurs. |
| 1994    | San Marino              | 7     | K           | Fataal ongeluk van Ayrton Senna. |
| 1992    | Frankrijk               | 18    | K           | Regen |
| 1991    | Australië               | 14    | H           | Regen |
| 1990    | Portugal                | 61    | N           | Ongeluk van Aguri Suzuki en Alex Caffi. |
| 1990    | Italië                  | 2     | W           | Ongeluk van Derek Warwick. |
| 1990    | België                  | 1     | W           | Ongelukken van Paolo Barilla en Aguri Suzuki. |
| 1990    | Monaco                  | 1     | W           | Ongeluk van verscheidene coureurs. |
| 1989    | Australië               | 2     | W           | Ongeluk van verscheidene coureurs. |
| 1989    | Frankrijk               | 1     | W           | Ongeluk van verscheidene coureurs. |
| 1989    | Mexico                  | 2     | W           | Ongeluk van verscheidene coureurs. |
| 1989    | San Marino              | 1     | K           | Ongeluk van Gerhard Berger. |
| 1988    | Portugal                | 1     | W           | Ongeluk van verscheidene coureurs. |
| 1987    | Mexico                  | 30    | K           | Ongeluk van Derek Warwick. |
| 1987    | Portugal                | 2     | W           | Ongeluk van verscheidene coureurs. |
| 1987    | Oostenrijk              | 1     | W           | (Eerste start) Ongeluk van Martin Brundle, Jonathan Palmer, Philippe Streiff en Piercarlo Ghinzani.                                                               |
| 1987    | Oostenrijk              | 1     | W           | (Tweede start) Ongeluk van meer dan tien coureurs. Het duurde meer dan twee uur voor de race voor een derde keer gestart kon worden. Streiff kon niet herstarten. |
| 1987    | België                  | 2     | W           | Ongeluk van Jonathan Palmer en Philippe Streiff. Palmer kon niet herstarten.                                                                                      |
| 1986    | Groot-Brittannië        | 1     | W           | Ongeluk van verscheidene coureurs, waarvan er vier niet konden herstarten.                                                                                        |
| 1985    | Oostenrijk              | 1     | W           | Ongeluk van Elio de Angelis, Teo Fabi, Michele Alboreto en Gerhard Berger.                                                                                        |
| 1984    | Oostenrijk              | 1     | W           | Onjuiste startprocedure: nadat de lichten rood en groen waren geweest, werden ze geel en weer rood.                                                               |
| 1984    | Groot-Brittannië        | 11    | K           | Ongeluk van Jonathan Palmer. |
| 1984    | Verenigde Staten Oost   | 1     | W           | Ongeluk van Nigel Mansell, Alain Prost, Nelson Piquet, Michele Alboreto, Ayrton Senna en Marc Surer. Surer kon niet herstarten.                                   |
| 1984    | Monaco                  | 31    | H           | Regen |
| 1982    | Verenigde Staten Oost   | 6     | K           | Ongeluk van Roberto Guerrero, Elio de Angelis en Riccardo Patrese.                                                                                                |
| 1982    | Canada                  | 1     | W           | Fataal ongeluk van Riccardo Paletti. |
| 1981    | Frankrijk               | 58    | K           | Regen |
| 1981    | België                  | 54    | N           | Regen |
| 1980    | Canada                  | 1     | W           | Ongeluk van negen coureurs, waardoor Derek Daly en Mike Thackwell niet konden herstarten.                                                                         |
| 1979    | Zuid-Afrika             | 2     | W           | Regen |
| 1979    | Argentinië              | 1     | W           | Ongeluk van verscheidene coureurs, waarvan er vijf niet konden herstarten.                                                                                        |
| 1978    | Italië                  | 1     | K           | Ongeluk van Riccardo Patrese, Ronnie Peterson, James Hunt en Vittorio Brambilla.                                                                                  |
| 1978    | Oostenrijk              | 7     | W           | Regen |
| 1976    | Duitsland               | 2     | W           | Ongeluk van Niki Lauda, Brett Lunger en Harald Ertl. |
| 1976    | Groot-Brittannië        | 1     | W           | Ongeluk van Clay Regazzoni, James Hunt, Jacques Laffite en Niki Lauda.                                                                                            |
| 1975    | Oostenrijk              | 29    | H           | Regen |
| 1975    | Groot-Brittannië        | 56    | N           | Regen |
| 1975    | Spanje                  | 29    | H           | Ongeluk van Rolf Stommelen, waarbij vijf toeschouwers omkwamen.                                                                                                   |
| 1974    | Brazilië                | 32    | N           | Regen |
| 1973    | Groot-Brittannië        | 2     | W           | Ongeluk van verscheidene coureurs, waarvan er elf niet konden herstarten.                                                                                         |
| 1971    | Canada                  | 64    | N           | Regen |
| 1950    | Indianapolis 500        | 138   | N           | Regen |